# Walther von Dyck
Walther Franz Anton von Dyck (1856. december 6. – 1934. november 5.) német matematikus. Arról ismert, hogy először definiált egy matematikai csoportot a modern értelemben. Fontos eredményeket ért el kombinatorikus csoportelmélet terén. A formális nyelvelméletben róla nevezték el a kiegyensúlyozott számú nyitó és csukó zárójelekből álló Dyck-nyelvet. Kepler munkáinak a szerkesztője. A Lajos–Miksa Egyetemen szerezte meg a PhD-fokozatát. Disszertációjának címe: Über regulär verzweigte Riemann'sche Flächen und die durch sie definierten Irrationalitän (1879). Témavezetője Felix Christian Klein volt.

## Külső hivatkozások
- Adatok